# Józef Jagło

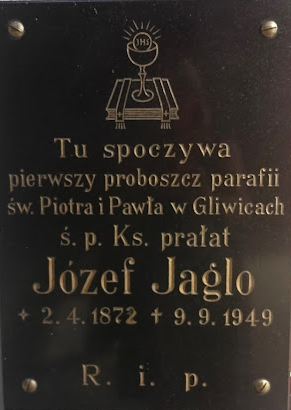
Tablica Józefa Jagły w kościele w Gliwicach

Józef Jagło (ur. 2 kwietnia 1872 w Boguszycach (woj. opolskie), zm. 9 września 1949 w Gliwicach) - ksiądz prałat katolicki, folklorysta.
Studiował na Wydziale Teologicznym Uniwersytetu Wrocławskiego, w tym czasie należał do założycieli Polskiego Koła Akademików we Wrocławiu i był łącznikiem tegoż Koła z sąsiednimi Kołami w Niemczech. Po otrzymaniu święceń kapłańskich 21 czerwca 1897, otrzymał wikariat przy kościele Wszystkich Świętych w Gliwicach. Odtąd już nie opuszczał Gliwic. 
Jego zaangażowanie zwróciło uwagę wikariatu generalnego we Wrocławiu. 
Ustanowiono go magistrem fabricae projektowanego kościoła św. Piotra i Pawła w Gliwicach.
8 listopada 1899 odpowiedzialny bezpośrednio za budowę kościoła, ks. Paweł Buchali, poświęcił nowy kościół pw. św. Apostołów Piotra i Pawła i odprawił w nim pierwszą mszę św. Uroczystej konsekracji kościoła dokonał 16 maja 1900 biskup wrocławski kard. Georg Kopp. Nowo wybudowany kościół był początkowo kościołem filialnym parafii Wszystkich Świętych, a wikary tejże parafii, ks. Józef Jagło, został jego pierwszym lokalistą. W 1906 roku przy kościele zaczęto prowadzić księgi metrykalne. Kanoniczne erygowanie parafii pw. św. Apostołów Piotra i Pawła nastąpiło 15 stycznia 1908, a pierwszym jej proboszczem został ks. prałat Józef Jagło (nominacja 30 marca 1908). 
Kiedy nowy kościół nie mógł pomieścić wiernych, ks. Jagło doprowadził do powstania dwóch nowych parafii w mieście.
W ciągu ostatnich kilkudziesięciu lat przez wydzielenie z parafii św. Apostołów Piotra i Pawła powstały następujące gliwickie parafie: Najświętszego Serca Pana Jezusa, św. Józefa, św. Michała Archanioła oraz NMP Matki Kościoła, a także część parafii MB Częstochowskiej.
W Gliwicach założył pierwszy oddział Caritasu, który rozrósł się do wzorowej placówki niosącej pomoc najbiedniejszej ludności. Tu przeszedł również plebiscyt i powstania śląskie, popierając polskie dążenia narodowe. 
Został pochowany w grobowcu zbudowanego przez siebie kościoła. 
W 1925 roku kardynał Adolf Bertram mianował go honorowym dziekanem, a w 1926 roku papież Pius XI nadał ks. Jagle godność prałata. Jego imię nadano również ulicy w Knurowie.